# Shigeru Matsuzaki
Shigeru Matsuzaki (松崎 しげる, né le 19 novembre 1949) à Edogawa, Tokyo) est un chanteur et acteur japonais.
Il est particulièrement connu pour ses contribution à la bande-son de la série de jeux-vidéo Katamari Damacy, à ses chansons de l'anime Nerima Daikon Brothers (en), et à son doublage du personnage principal du film Cobra, le film de 1982.

## Discographie
- Yes or No (1991)
- Memories of Love (メモリーズ・オブ・ラブ, Memorīzu obu rabu?) (1994)
- Eternal Love (エターナル・ラブ, Etānaru rabu?) (2000)
- Old Fashion Love Song (2000)
- Ano hi no shōnen (あの日の少年?) (2003)
- My Favorite Songs (2005)
- Yes We Can!! (2009)
- Shigeru Matsuzaki All Time Best “Old & New”～I'm a Singer～ (2011)
- Black on Black (2014)[2]

## Filmographie sélective
- 1982 : Cobra, le film
- 1985 : Ponytail wa Furimukanai
- 1987 : Chōshichirō Edo Nikki
- 1999 : Le Prince Hercule
- 2005 : Cromartie High School
- 2005 : Fugo Keiji
- 2006 : Nerima Daikon Brothers
- 2008 : Tokyo Girl
- 2012 : Dead Sushi